# Tizenkettő (film)
A Tizenkettő (alternatív címe Kegyetlen kölykök, eredeti címe 12 and Holding) 2005-ben készült amerikai dráma.
Rendezője Michael Cuesta, a főszereplők Conor Donovan, Zoe Weizenbaum, Jesse Camacho, Jeremy Renner és Annabella Sciorra.
A filmet az Egyesült Államokban 2006. május 19-én kezdték vetíteni egyes mozikban. Magyarországi bemutatója 2007-ben volt a 14. Titanic Nemzetközi Filmfesztiválon.

## Cselekmény
|  | Alább a cselekmény részletei következnek! |

Két helyi keményfiú, Jeff (Martin Campetta) és Kenny (Michael C. Fuchs) az éjjel bosszúból felgyújt egy erdei faházat. Nem tudják, hogy a faházban van Rudy Carges (Conor Donovan) és Leonard (Jesse Camacho). A balesetben Rudy meghal. Jacob (Conor Donovan), Rudy ikertestvére, bosszút akar állni bátyja gyilkosain. Leonard túléli a balesetet, de elveszíti ízérzékelését, ami arra sarkallja a túlsúlyos fiút, hogy diétába kezdjen. A szintén elhízott családja ezt nem fogadja nagy örömmel. A fiúk lánybarátja, Malee (Zoe Weizenbaum) elkezd barátkozni egyedülálló pszichológus anyja, Carla (Annabella Sciorra) egyik felnőtt betegével, Gussal (Jeremy Renner).
Jacob családja a tragédia után nem sokkal örökbe fogad egy fiút, hogy Jacob ne érezze magát annyira egyedül. Eközben Malee egyre jobban vonzódik Gus felé, és a férfi kedvéért egy olyan dalt választ az iskolai hangversenyre, amit Gus szeret. Idővel kezdi úgy érezni, hogy Gus és ő „lelki társak”. Egyik este beszökik a férfi házába, ahol tanúja lesz, ahogy a férfi zokogásban tör ki. Malee már majdnem felfedi magát, de végül ellopja a férfi fegyverét, és észrevétlenül kilopózik. Egyik este, amikor ő, Jacob és Leonard Jacobéknál vannak, titokban megkéri a fiút, hogy rejtse el a szobájában Gus fegyverét.
Jacob folyamatosan meglátogatja Jeffet és Kennyt a fiatalkorúak börtönében, ahol a két fiúnak egy évet kell letöltenie Rudy meggyilkolásáért. Jacob folyamatosan fenyegeti őket, amíg egy nap Jeff öngyilkos lesz. Jacob és Kenny ezek után egyre inkább barátokká válnak, és Kenny elmondja Jacobnak, hogy jó magaviseletért hamarabb kiengedik, és titokban Új-Mexikóba, apjához akar szökni. Eközben Leonarddal közli az apja, hogy a fogyókúra miatt büntetésből nem őt viszi Floridába, mint minden évben szokta, hanem testvéreit. Leonard így egyedül marad anyjával. Hogy rávegye anyját a diétára, bezárja a pincébe. Egyik nap a fiú véletlenül nyitva hagyja a gáztűzhelyet, és végül mindketten kórházba kerülnek. Jacob és Kenny eközben megállapodnak, hogy együtt szöknek Új-Mexikóba. Malee egyik este ismét belopózik Gus házába, és levetkőzik a férfi előtt, hogy elcsábítsa. Gus felhívja a lány anyját, aki Malee-ért megy. A következő nap Gus a terápián elmeséli Carlának, hogy tűzoltóként az utolsó bevetésén megölt egy súlyosan megégett lányt a lány saját kérésére. Azt állítja, hogy Malee szemében is ugyanazt látta, hogy vegye el a fájdalmát, amit a férfi iránt növekvő szerelme okoz. Szerinte a lány nagyon magányos.
Az éjszaka Jacob és Kenny találkoznak, hogy együtt szökjenek el. Jacob javaslatára átvágnak az erdőn, arra, amerre egykor a faház állt és most a helyén házat építenek. Amikor elérik az építkezést, Jacob előveszi a fegyvert, amit Malee lopott el Gus házából, és Kennyre fogja. Azt mondja, hogy „megölted őt”, majd meghúzza a ravaszt. Jacob elássa a holttestet és hazamegy.
Bosszúja után Jacob elfogadja örökbe fogadott testvérét. Malee meglátogatja elhidegült apját, Leonard családja pedig a fiú kedvéért diétába kezd.
|  | Itt a vége a cselekmény részletezésének! |

## Szereposztás
| színész           | szerep                   |
| ----------------- | ------------------------ |
| Conor Donovan     | Jacob Carges/Rudy Carges |
| Jesse Camacho     | Leonard Fisher           |
| Zoe Weizenbaum    | Malee Chuang             |
| Jeremy Renner     | Gus Maitland             |
| Annabella Sciorra | Carla Chuang             |
| Linus Roache      | Jim Carges               |
| Jayne Atkinson    | Ashley Carges            |
| Marcia DeBonis    | Grace Fisher             |
| Tom McGowan       | Patrick Fisher           |
| Michael C. Fuchs  | Kenny                    |
| Martin Campetta   | Jeff                     |

## Forgatási helyszínek
A film jeleneteit New Jersey-ben vették fel.

## Fogadtatás
Az alkotás többnyire elismerő kritikai fogadtatásban részesült, az értékeléseket összegyűjtő Rotten Tomatoes oldalán 73%-ot ért el, míg a Metacritic honlapon 100-ból 65 ponttal jutalmazták. A legtöbb értékelés dicséri a színészi játékot, főleg a gyerekeket alakító színészeket. Colin Cover Star Tribune-ben megjelenő kritikájában úgy fogalmaz, hogy „egy filmbe összehozni három ilyen tehetséges fiatal színészt felér egy kisebb csodával.”
Roger Ebert dicsérő kritikájában úgy fogalmaz, hogy „mindhárom gyerek a rossz úton indul el, de Cuesta rendezése és Anthony S. Cipriano forgatókönyve gyengéden bánnak velük; a film megfigyeli a hibáikat, elszörnyed, de nem hibáztat, és megérti, hogy az érzelmek hogyan vezethetnek a józan ész kudarcához. Az, hogy milyen sebhelyekkel kell ezeknek a gyerekeknek felnőttként élniük, a saját képzeletünkre van bízva.”

### Díjak és jelölések
- jelölés: Independent Spirit Awards: John Cassavetes-díj[9]